# 劉翔
劉 翔（りゅう しょう、ピンイン：Liú Xiángリヨウ・シャン、1983年7月13日 - ）は、中国・上海出身の元陸上競技選手（ハードル）。
2004年アテネオリンピック男子110mハードル金メダリストであり、アジア人で唯一のオリンピックの陸上トラック種目における金メダリストとなる。110mハードルの選手として初めて、世界選手権優勝、オリンピック金メダル、世界記録樹立の全てを達成した。
現役時代は、43回の優勝（国際大会10回、アジアでの大会10回、中国の国内大会23回）と、11回の準優勝（国際大会6回、中国の国内大会5回）を経験している。
その実績から中国では「アジアの昇り龍」や「黄金の昇り龍」、「13億人の象徴」と称された。

## 経歴・人物
2002年、ローザンヌグランプリの110メートルハードルで13秒12のアジア新記録を樹立。
2004年のIAAFグランプリ大阪大会では、アレン・ジョンソン（アメリカ合衆国）を破り、13秒06のアジア新記録を樹立した。同年8月のアテネオリンピック110メートルハードル決勝では12秒91の世界タイ記録で優勝し、金メダルを獲得した。
2005年5月、「ローレウス世界スポーツ賞 (The Laureus World Sports Awards)・年間最優秀成長選手」を受賞。
2006年7月11日、ローザンヌ国際において12秒88の世界新記録を樹立した。10代から世界レベルの記録を出し、以後も順調に成長を続けた早熟持続型の典型的な選手である。
2008年8月18日、自国開催となった北京オリンピックで110メートルハードルに出場。連覇が期待されたものの、右足のアキレス腱の怪我の影響から一次予選で棄権した。1回はスタートラインに立ちスタートしたものの、このスタートがフライングでやり直しになり、2回目のスタート前に棄権した。1回目のスタート時点で右足を引きずっており、競技のできる状態ではなかった。この棄権により中国国民からのバッシングが相次ぐことになった。劉翔が多くの企業とタイアップ契約を結び巨額の報酬を得ていたことも背景にある。2008年の劉翔の収入はおよそ24億円強であった。
2012年8月7日、ロンドンオリンピックで110メートルハードル予選に出場したが1台目のハードルに左足をぶつけ転倒し右足アキレス腱を断裂、途中棄権し北京オリンピックの雪辱を果たすことは出来なかった。
2015年4月7日、足の怪我を理由に現役を引退することを表明した。

### 名前の由来
劉翔は、最初「劉吉」と名づけられる予定だった。当時、父の姓を姓とし、母の姓を名とするつけ方が流行っていたためである。しかし、この「劉吉」(Liuji: リウチ)という名は、北京語で留年を意味する「留級」(Liuji)と発音が同じだったので、親戚から拒否された。その後、劉翔のおじは、丈夫な子に育つようにと願いを込め、「劉強」という名前を出してはみたものの、母親に反対された。当時、近所に「強強」という我侭な子どもがいたためである。最終的に、おじは「劉翔」という名前を出した。「翔」(xiang)と「強」(qiang)は北京語及び上海語で発音が似ており、「翔」という字は縁起が良く、飛翔の意味もあるので、名前は「劉翔」に決まった。

## 主な成績
| 年   | 大会                               | 場所                           | 種目         | 結果 | 記録   |
| ---- | ---------------------------------- | ------------------------------ | ------------ | ---- | ------ |
| 2000 | 世界ジュニア選手権                 | チリ（サンティアゴ・デ・チレ） | 110mハードル | 4位  | 13秒74 |
| 2001 | 東アジア競技大会                   | 大阪（日本）                   | 110mハードル | 1位  | 13秒42 |
| 2001 | ユニバーシアード                   | 北京（中国）                   | 110mハードル | 1位  | 13秒33 |
| 2002 | ローザンヌ国際                     | ローザンヌ（スイス）           | 110mハードル | 2位  | 13秒12 |
| 2002 | アジア陸上競技選手権               | コロンボ（スリランカ）         | 110mハードル | 1位  | 13秒56 |
| 2002 | アジア競技大会                     | 釜山（韓国）                   | 110mハードル | 1位  | 13秒27 |
| 2003 | 世界室内陸上競技選手権             | バーミンガム（イギリス）       | 60mハードル  | 3位  | 7秒52  |
| 2003 | 世界陸上選手権                     | パリ（フランス）               | 110mハードル | 3位  | 13秒23 |
| 2004 | 世界室内陸上競技選手権             | ブダペスト（ハンガリー）       | 60mハードル  | 2位  | 7秒43  |
| 2004 | オリンピック                       | アテネ（ギリシャ）             | 110mハードル | 1位  | 12秒91 |
| 2004 | IAAFグランプリ大阪大会             | 大阪（日本）                   | 110mハードル | 1位  | 13秒06 |
| 2005 | 世界陸上選手権                     | ヘルシンキ（フィンランド）     | 110mハードル | 2位  | 13秒08 |
| 2005 | IAAFグランプリ大阪大会             | 大阪（日本）                   | 110mハードル | 1位  | 13秒12 |
| 2006 | ローザンヌ国際                     | ローザンヌ（スイス）           | 110mハードル | 1位  | 12秒88 |
| 2006 | IAAFワールドアスレチックファイナル | シュトゥットガルト（ドイツ）   | 110mハードル | 1位  | 12秒93 |
| 2006 | アジア競技大会                     | ドーハ（カタール）             | 110mハードル | 1位  | 13秒15 |
| 2007 | ローザンヌ国際                     | ローザンヌ（スイス）           | 110mハードル | 1位  | 13秒01 |
| 2007 | 世界陸上選手権                     | 大阪（日本）                   | 110mハードル | 1位  | 12秒95 |
| 2008 | 世界室内陸上競技選手権             | バレンシア（スペイン）         | 60mハードル  | 1位  | 7秒46  |
| 2008 | オリンピック                       | 北京（中国）                   | 110mハードル | DNF  | -      |
| 2009 | 上海ゴールデン・グランプリ         | 上海（中国）                   | 110mハードル | 2位  | 13秒15 |
| 2009 | アジア陸上競技選手権               | 広州（中国）                   | 110mハードル | 1位  | 13秒50 |
| 2009 | 東アジア競技大会                   | 香港                           | 110mハードル | 1位  | 13秒66 |
| 2010 | 世界室内陸上競技選手権             | ドーハ（カタール）             | 60mハードル  | 7位  | 7秒65  |
| 2010 | アジア競技大会                     | 広州（中国）                   | 110mハードル | 1位  | 13秒09 |
| 2011 | 世界陸上選手権                     | 大邱（韓国）                   | 110mハードル | 2位  | 13秒27 |
| 2012 | オリンピック                       | ロンドン（イギリス）           | 110mハードル | DNF  | -      |

## エピソード
- 中国北京オリンピック委員会は、通常2日間で行われる競技をあえて4日間に渡って開催するという日程に変更した。しかし、110メートルハードル競技において足の故障により、スタート直前に棄権することとなった。
- 日本での試合では相性が良く、3回参加して3回ともに優勝している。これは全て大阪の長居陸上競技場での成績である。